# دوري أبطال إفريقيا للسيدات
دوري أبطال أفريقيا للسيدات (بالإنجليزية: CAF Women's Champions League)‏ هي بطولة كرة قدم نسائية سنوية ينظمها الاتحاد الإفريقي لكرة القدم منذ عام 2021 وتضم أفضل الأندية النسائية في القارة الإفريقية.

## قائمة النهائيات
| عام البطولة | البطل             | النتيجة | الوصيف                 | المكان                             |
| ----------- | ----------------- | ------- | ---------------------- | ---------------------------------- |
| 2021        | ماميلودي صن داونز | 2–0     | هاساكاس ليديز          | ملعب 30 يونيو، القاهرة             |
| 2022        | الجيش الملكي      | 4–0     | ماميلودي صن داونز      | ملعب الأمير مولاي عبد الله، الرباط |
| 2023        | ماميلودي صن داونز | 3–0     | سبورتينغ الدار البيضاء | ملعب أمادو جون كوليبالي، كورهوغو   |
| 2024        | تي بي مازيمبي     | 1–0     | الجيش الملكي           | ملعب بن أحمد العبدي، الجديدة       |

## حسب البلد
| البلد               | البطل | الوصيف | المركز الثالث | المجموع |
| ------------------- | ----- | ------ | ------------- | ------- |
| جنوب إفريقيا        | 2     | 1      | 0             | 3       |
| المغرب              | 1     | 2      | 2             | 5       |
| الكونغو الديمقراطية | 1     | 0      | 0             | 1       |
| غانا                | 0     | 1      | 0             | 1       |
| نيجيريا             | 0     | 0      | 1             | 1       |
| مصر                 | 0     | 0      | 1             | 1       |

## الجوائز الفردية
| N° | عام البطولة | أفضل لاعبة                           | أفضل حارسة                        | أفضل هدافة                           | الأهداف |   |
| -- | ----------- | ------------------------------------ | --------------------------------- | ------------------------------------ | ------- | - |
| 1  | 2021        | إيفيلين بادو (هسكاس لايدي)           | أنديل دلاميني (ماميلودي صن داونز) | إيفيلين بادو (هسكاس لايدي)           | 5       |   |
| 2  | 2022        | فاطمة تكناوت (الجيش الملكي)          | خديجة الرميشي (الجيش الملكي)      | ابتسام الجريدي (الجيش الملكي)        | 6       |   |
| 3  | 2023        | بويتوميلو رابالي (ماميلودي صن داونز) | أنديل دلاميني (ماميلودي صن داونز) | ريفيلوي ثولاكيلي (ماميلودي صن داونز) | 5       | 6 |
| 4  | 2024        | سناء مسعودي (الجيش الملكي)           | حبيبة عماد (نادي مسار)            | ضحى المدني (الجيش الملكي)            | 6       |   |

## أرقام قياسية
- أكبر انتصار في المباراة النهائية :
  - الجيش الملكي  4–0  ماميلودي صن داونز (عام 2022).
- أكبر انتصار في دور المجموعات :
  - ماميلودي صن داونز  5–0  وادي دجلة (عام 2022).
- أول لاعبة تسجل (هاتريك) في البطولة :
  -  سناء مسعودي (3 أهداف)
- أول لاعبة تسجل (هاتريك) في النهائي :
  -  ابتسام الجريدي (3 أهداف)
- أكتر لاعبة تسجيلا للأهداف في بطولة واحدة :
  -  ابتسام الجريدي (6 أهداف)